# Mu Kanazaki
Mu Kanazaki, född 16 februari 1989 i Mie prefektur, Japan, är en japansk fotbollsspelare som för japanska Nagoya Grampus.

## Karriär
I mars 2020 lånades Kanazaki ut av Sagan Tosu till Nagoya Grampus. I januari 2021 meddelade Nagoya Grampus att de värvat Kanazaki på en permanent övergång.